# Skalborg
Skalborg er en bydel i Aalborgs sydlige del ca. seks kilometer syd for Aalborg Centrum. Skalborg planområde er 8 km² og der er 6.628 (2009) indbyggere. Skalborg var oprindeligt en selvstændig landsby som opstod omkring en samling udflyttergårde hvor man i dag finder krydset Nibevej-Hobrovej Historisk set har jernbanen også spillet en stor rolle i udviklingen af Skalborg, hvor der opstod en bydannelse i tilknytning til Skalborg station. 
I 2017 besluttede Aalborg Kommune at lave en byudviklingsplan for Skalborg, hvilket har betydet at store dele af bydelen er blevet renoveret, fx (Grønnegården), og at nye boligområder som Oasen, Sofiendal Enge og Sofiendalen er opstået. Kort fortalt har Aalborg Kommune et ønske om at transformere Skalborg til et beboelsesområde i højere grad end i 2017, og der etableres grønne områder, og cykelstier for at understøtte denne plan. 
Der har siden 1992 også været et stort og løbende fokus på detailhandel og erhverv i Skalborg. Det viser sig fx ved en fordobling af City Syds areal, samt erhverv langs Indkildevej/Hobrovej. 

## I Skalborg
I Skalborg ligger butiksområdet City Syd.
I Skalborg findes også idrætsklubben Skalborg SK og Sofiendalsskolen

## Fodnoter
1. ↑  Defineret som Aalborg Kommunes Planområde 5B Skalborg
2. ↑  Aalborg Kommune, Statistik om folketal 2009
3. ↑  "Aalborg Kommune: Skalborg". Arkiveret fra originalen 9. august 2020. Hentet 11. februar 2020.
4. ↑  "Byudviklingsplan for Skalborg". Arkiveret fra originalen 9. august 2020. Hentet 11. februar 2020.
5. ↑  Grønnegården
6. ↑  Oasen
7. ↑  Sofiendal Enge
8. ↑  Sofiendalen